# El Camps (les Preses)
El Camps és un edifici de les Preses (Garrotxa) inclòs a l'Inventari del Patrimoni Arquitectònic de Catalunya (IPAC).

## Descripció
Es tracta d'un edifici civil orientat al sud amb teulada a dues vessants i format per diferents cossos.
El material de construcció és la roca volcànica i les parets laterals estan apuntades amb contraforts.
A la façana principal hi ha un portal dovellat i a la part dreta presenta un cos afegit constituït per un porxo al segon pis i quadres a la planta baixa. A la part del darrere hi ha un portal d'estil gòtic. A la part posterior de la casa hi ha una pallissa i una era, tots dos ben conservats.

## Història
La primera referència documental es de l'any 1358, quan Ramon de Camps resta constituït senyor del Mas Camps i de la Torre de Ça Masó, i passa a exercir la Batllia de Les Preses. Havent esdevingut batlle, Ramon reserva el mas Camps per al seu segon fill, Jaume, mentre que el gran, en Pere hereta la batllia i la Torre de Ça Masó.
En unir-se Jaume de Camps en matrimoni amb Francesca Calvet el 1374, i amb motiu d'haver entrat al Mas Camps, Francesca es fa dona pròpia i sòlida de l'Abat Arnau i Monestir de Sant Benet de Bages.
Una de les filles d'aquesta unió, Blanca, es casà amb Berenguer de Noguerol, i els capítols matrimonials s'estipulen en el mateix mas Camps el 2 d'octubre de 1412. En aquells, Blanca aporta tot el Mas Camps amb les seves pertinences i altres béns mobles i immobles.
Blanca i Berenguer tingueren tres descendents: Pere, Joana i Marquesa, dels quals els dos primers devien morir essent infants o adolescents. Així doncs, Marquesa esdevé hereva i propietària del Mas Camps. En emmaridar amb Bartomeu Gou d'Olot el 25 d'abril de 1425, Marquesa de Camps aporta quaranta sous de moneda barcelonesa de tern com a dot, provinent dels seus progenitors. Aquest fet també s'esmenta a la descripció del mas a la fitxa de l'IPAC: existeix un document on apareix la Marquesa, filla de Noguerol (Marquesa del Camps), que hereta uns sous l'any 1425.
La construcció de la casa sembla del segle xv.
L'any 1881 es feu una ampliació general de la casa.
L'any 1934 Josep Danés i Torras fotografia els dos edificis del Mas Camps per a l'obra Estudi de la Masia Catalana.